# Poggio Santa Maria
Poggio Santa Maria è una frazione dell'Aquila, sita nella conca aquilana a circa 14 km dal capoluogo abruzzese..

## Storia
Il Castello di Sancta Maria de Podium contribuì alla fondazione dell'Aquila, partecipando insieme ad altri Castelli del circondario aquilano alla nascita del nucleo storico cittadino che oggi conosciamo. Da qui proveniva la famiglia che ha dato i natali a Suor Barbara Micarelli.

## Geografia fisica

### Territorio
Posto sul più alto di tre colli che dal fondovalle del Torrente Raio si elevano gradualmente verso i contrafforti più settentrionali del Monte Orsello (catena montuosa del Sirente-Velino), nel territorio di Lucoli, affacciandosi a ponente sul corso del Raio che scende dalle vicine faggete di Tornimparte, va a costituire le cosiddette frazioni alte di Sassa, insieme a Brecciasecca, Colle Sassa, Collemare, San Martino e Foce di Sassa.

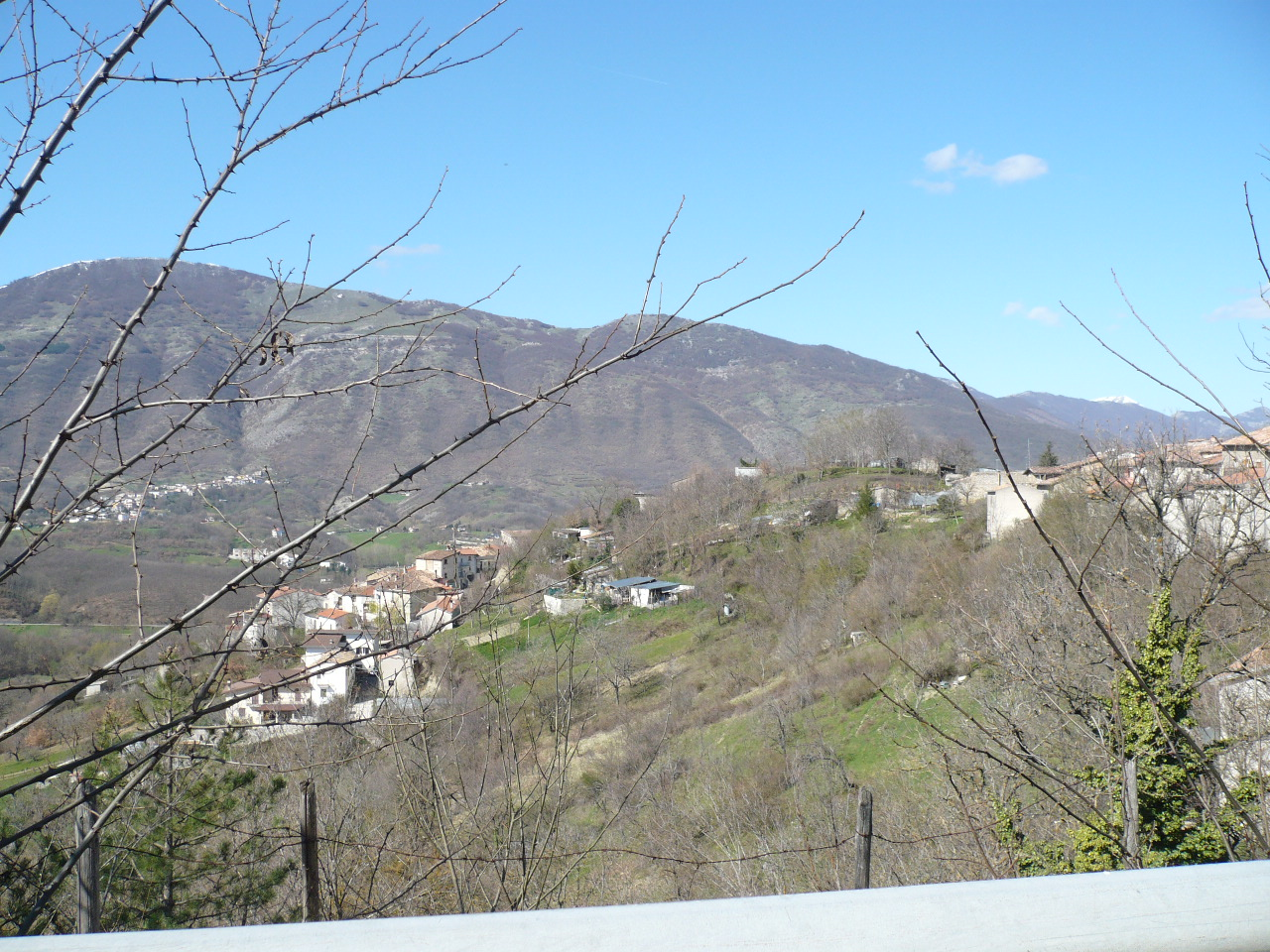
Scorcio della parte bassa del paese

Il paese vecchio, dominato dalla Chiesa di Santa Maria dell'Assunta con i suoi 869 m s.l.m., e dal Palazzo Signorile che soggiace proprio ai suoi piedi, si adagia lungo il crinale a formare dapprima una sella quasi pianeggiante, per poi gettarsi ripido verso orti, prati, frutteti e vigneti ben soleggiati che degradano verso il fondovalle tornimpartese, fino a spingersi con le ultime case poco al disotto degli 800 m s.l.m., dove lascia definitivamente spazio alle coltivazioni.
La recente espansione urbanistica si è avuta su Colle Romano, lungo la strada che collega Poggio Santa Maria a Sassa, in direzione dell'Aquila, dove il pendio è meno ripido e i collegamenti con il capoluogo abruzzese sono più agevoli e brevi.
Dopo i tragici eventi del 6 Aprile 2009, il paese vecchio, rimasto inaccessibile per molti mesi, ha subito la perdita di numerose abitazioni, e conseguentemente di molte persone, che tuttavia hanno potuto mantenere la loro dimora a Poggio Santa Maria grazie ai M.A.P. realizzati proprio a Colle Romano, che hanno dato alloggio a una trentina di famiglie, fra le quali alcune provenienti dall'Aquila. Anche la chiesa di Santa Maria dell'Assunta è stata duramente colpita dal sisma, pur se non crollando, ma riportando seri danni sia nelle struttura, che nei numerosi ornamenti che ne arricchivano le ampie e solenni navate, il sobrio e maestoso altare, la bianca e severa facciata.

### Clima
Con riferimento al periodo 1971-2000  (valori stimati) la temperatura media del mese più freddo, Gennaio, è di +2,4 °C, mentre il mese più caldo è Luglio con +19,5 °C. La temperatura media annua è di +10,2 °C. Gli estremi positivi superano di poco i +30 °C, mentre sotto lo zero si varca la soglia dei -10 °C, con possibilità di toccare valori anche di -13/-14 °C nelle maggiori ondate di gelo (-14 °C il 17/01/1995, -12,5 °C il 17/12/2010). 

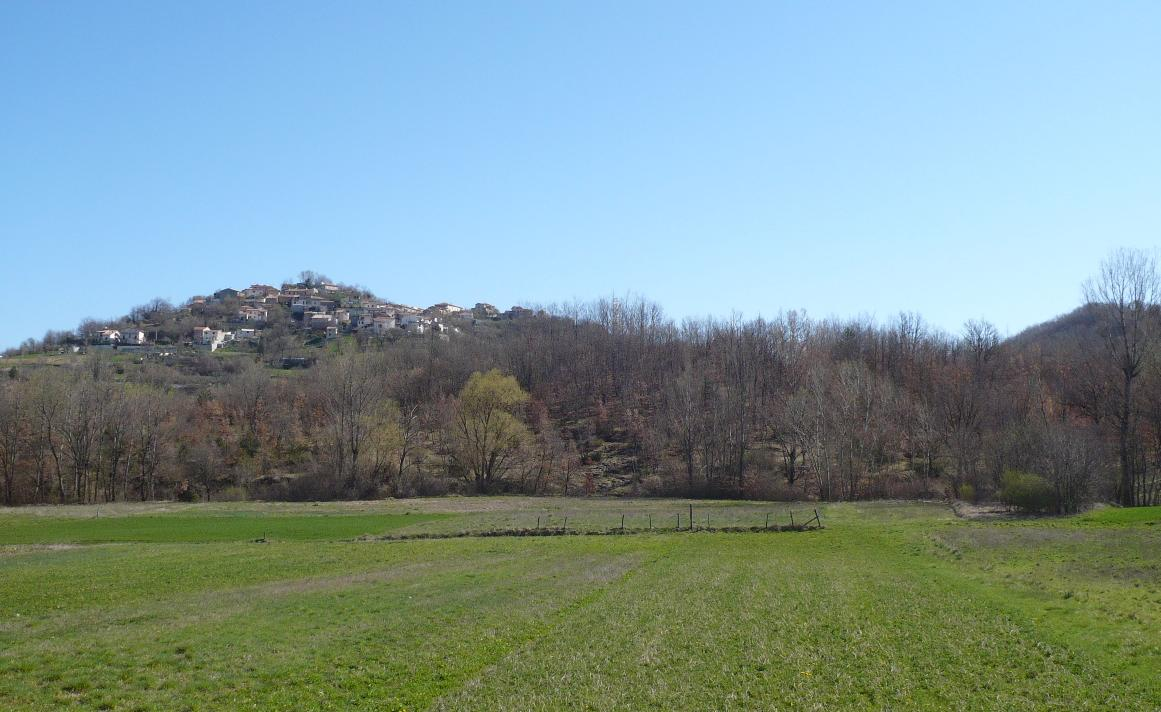
Il Colle visto dal fondovalle del Torrente Raio

Dalla fine degli anni '90 (estate 1998) gli estremi termici vengono quasi costantemente ritoccati verso l'alto, sbilanciando il termometro verso i picchi positivi più che verso quelli negativi, superando ormai spesso e ampiamente la soglia dei +30 °C, fino a raggiungere i +34/+35 °C (picchi di +36 °C nell'estate 2007), quando l'alta pressione africana, in sostituzione del consueto anticiclone delle Azzorre, si spinge verso nord ad incendiare lo Stivale, evento questo che negli ultimi anni si è ripetuto sempre con maggior frequenza. Gli attuali valori termici di riferimento possono essere approssimativamente rappresentati dalle medie del periodo 2008-2015 , che forniscono una media annua di +11,5 °C, con il mese più freddo, Gennaio, a +3,3 °C di media, e il più caldo, Agosto, a +21,2 °C.
L'accumulo pluviometrico annuo è di 1138 mm (1992-2014), con valori che possono variare da minimi di 800 mm a massimi di 1500 mm. Le precipitazioni sono più frequenti e abbondanti nel tardo autunno (Novembre e Dicembre) e inizio di primavera (Marzo e Aprile), ma frequenti e talvolta intensi sono anche i temporali estivi.

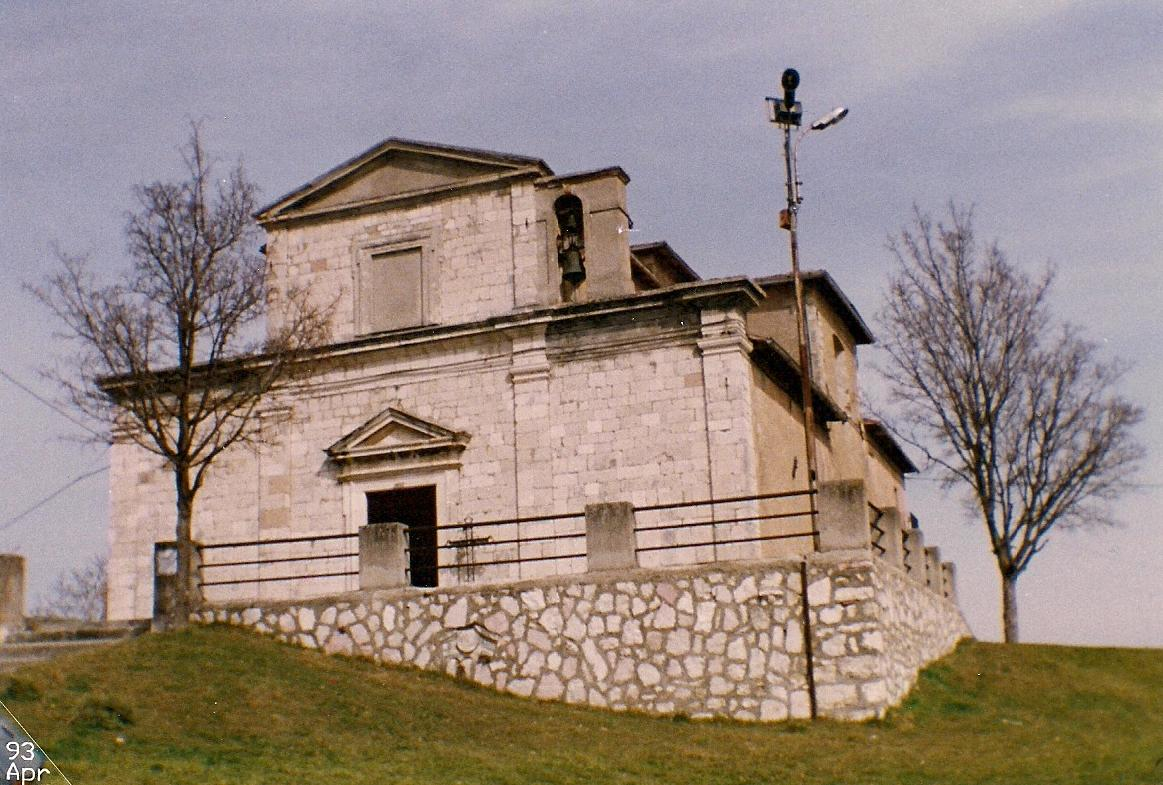
La chiesa di Santa Maria dell'Assunta

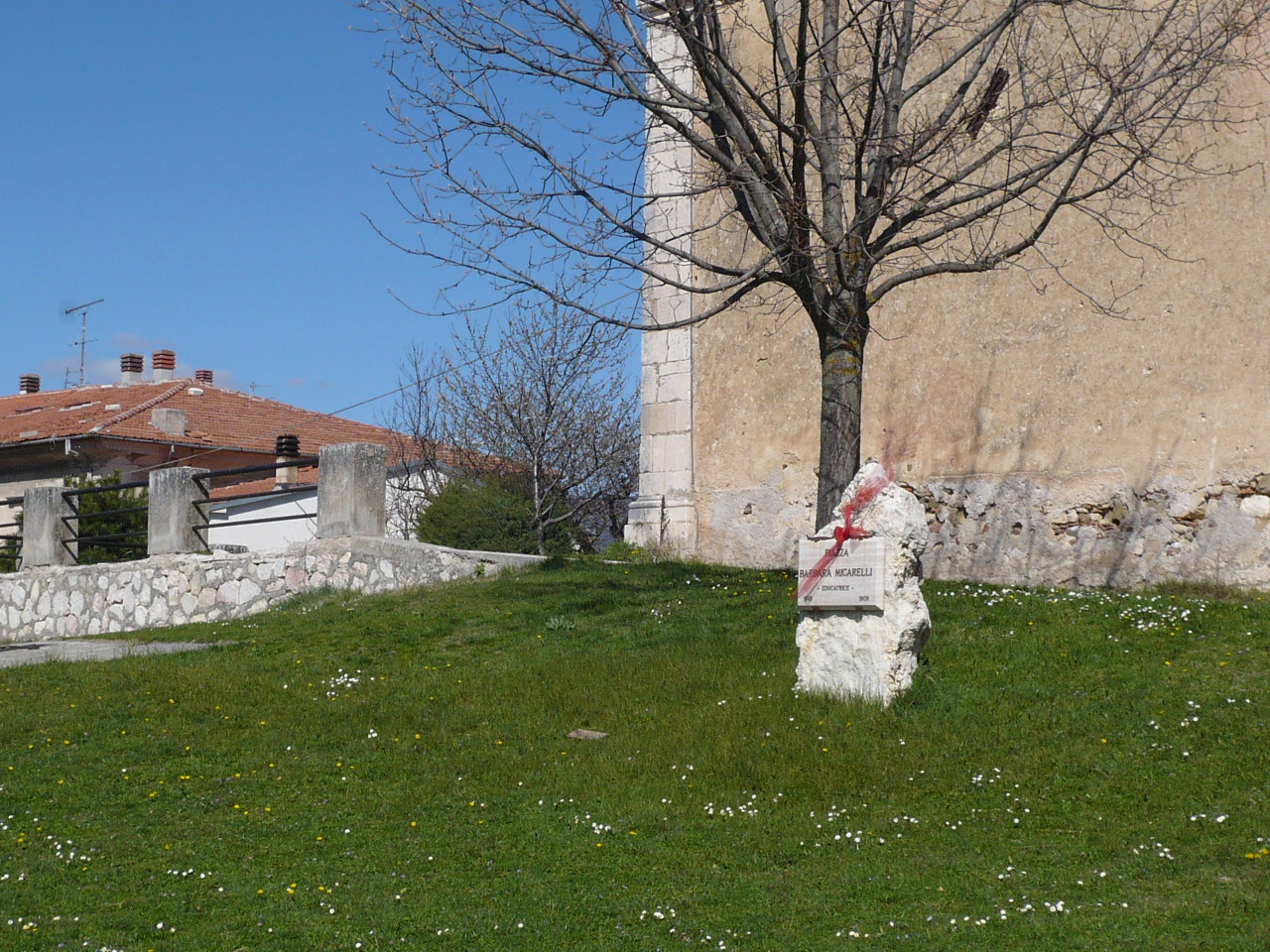
La piazza, sulla sommità del colle, dedicata a Barbara Micarelli

Consuete sono le precipitazioni nevose, più probabili da Dicembre ai primi di Marzo, con accumulo medio annuo di 89 cm (1992-2014). Possibili sono tuttavia le nevicate con accumulo anche nel mese di Aprile, talvolta copiose come recentemente avvenuto nel 21 aprile 1991, con spessori di 20 cm, e particolarmente pesanti come nella Pasqua 1995, quando fra il 15 e il 16 aprile si misurarono in paese spessori vicini ai 50 cm.
Ultime nevicate recenti degne di nota sono quelle del Dicembre 1990, quando ci furono al suolo spessori massimi di 55 cm nella parte alta del paese, e mai inferiori ai 30 cm dall'11 dicembre al 24 dicembre, con precipitazioni nevose quasi tutti i giorni, e quelle del Febbraio 2005, quando restarono al suolo per quasi l'intero mese circa 30–40 cm di coltre bianca.
Da citare infine la storica Ondata di freddo del febbraio 2012, quando l'eccezionale nevicata del 3-4 Febbraio ha lasciato al suolo spessori di circa 85 cm medi, con permanenza del manto nevoso per l'intero mese .

## Monumenti e luoghi di interesse

### Chiesa di San Pietro (Pagliare di Sassa)
La chiesa del XIII secolo è stata ristrutturata in epoca rinascimentale. La facciata antica conserva il portale a sesto acuto e il campanile a vela. L'interno è una sala a navata unica con tracce del transetto nella muratura medievale che precede l'altare a nicchia. Una cappella laterale medievale è stata staccata in forma barocca.

### Chiesa di Santa Maria Assunta (Poggio Santa Maria di Sassa)
La chiesa medievale fu ristrutturata in epoca barocca con la costruzione di una nuova facciata tripartita in pietra, con architrave del portale classicheggiante. L'interno a tre navate è staccato in bianco.

## Galleria d'immagini

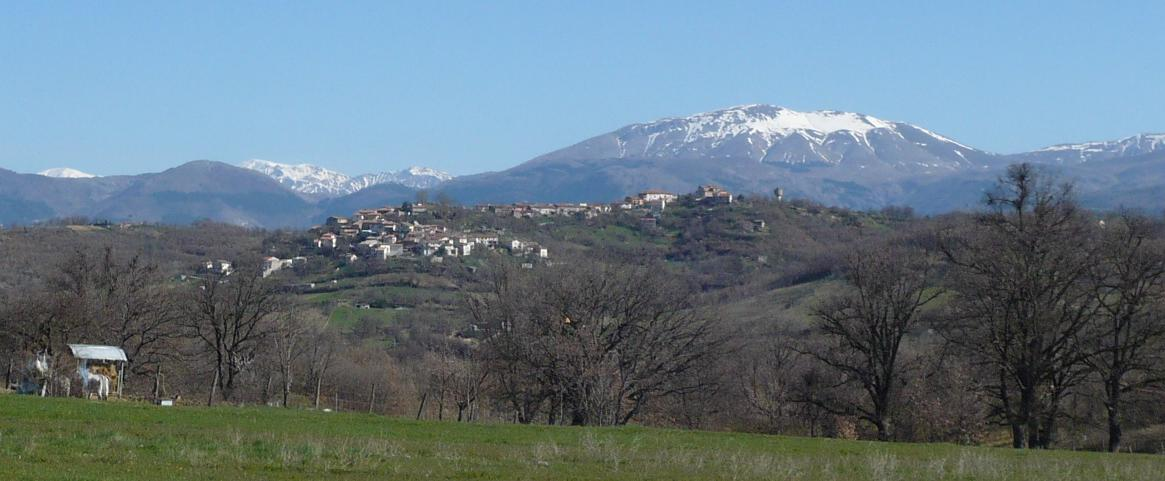
Poggio Santa Maria dalle alture di Tornimparte, sullo sfondo Monte San Franco (dx) e Monti della Laga (sx)
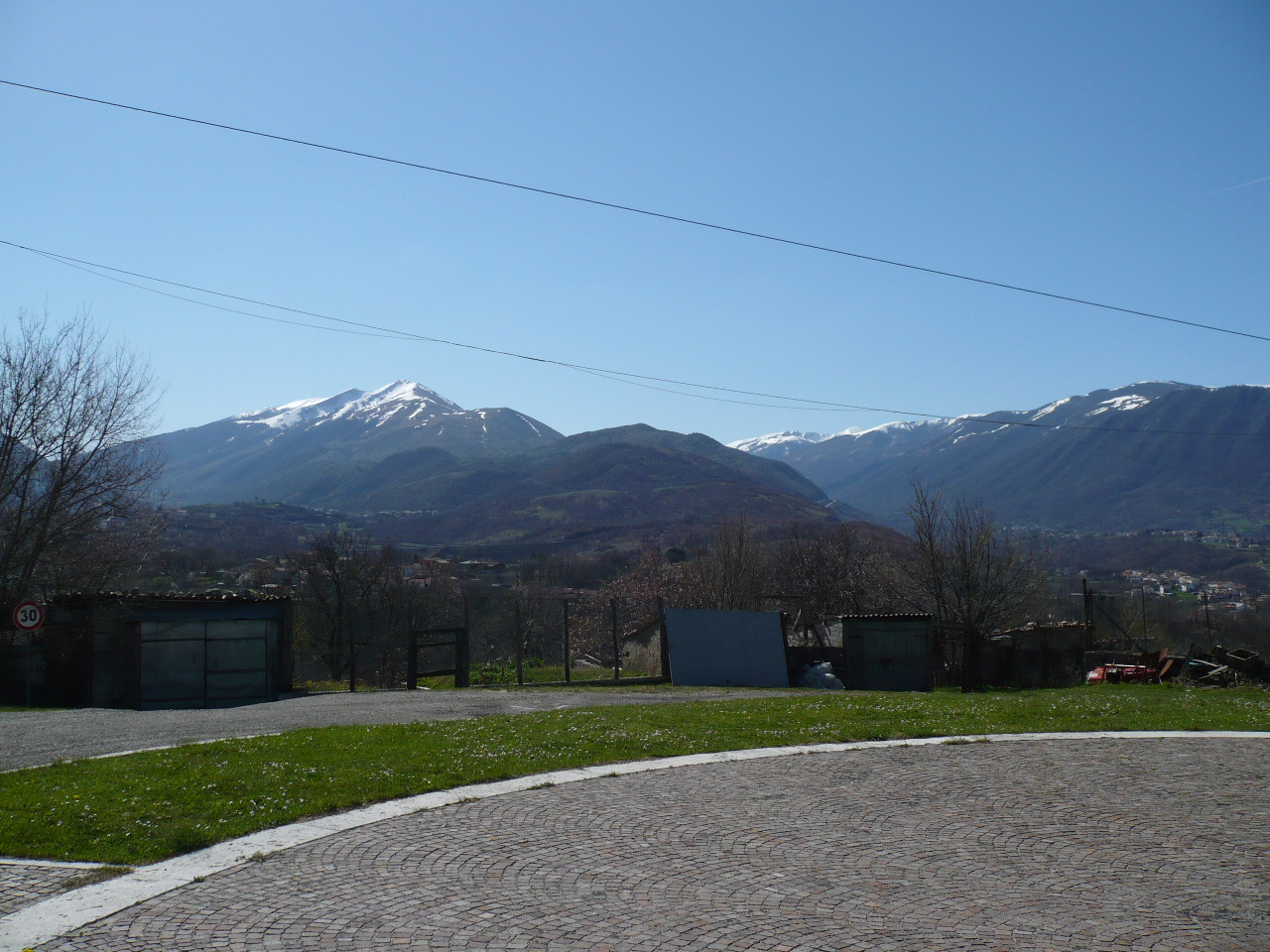
Panorama dalla piazza del paese verso Lucoli e Tornimparte
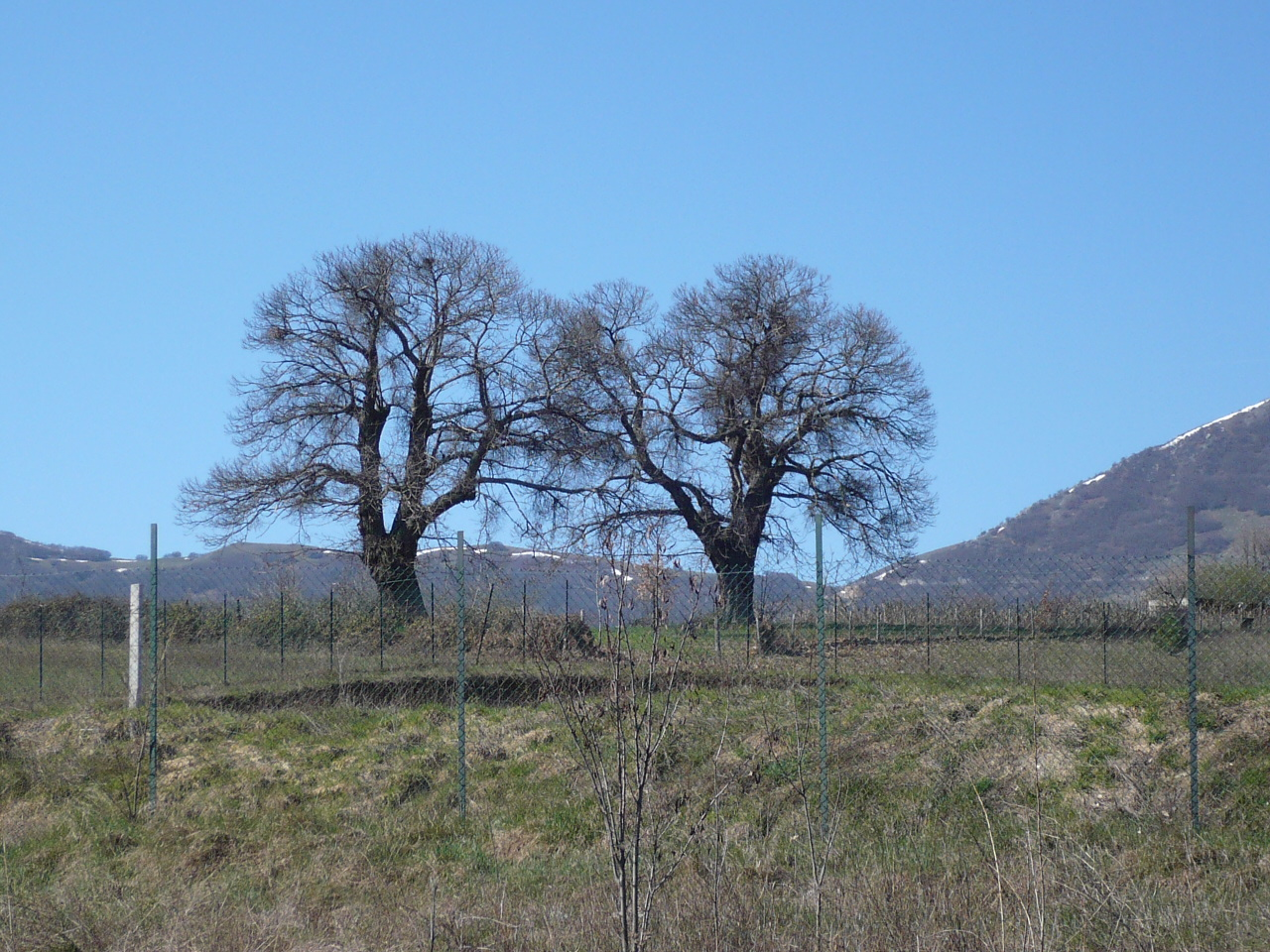
Due castagni secolari
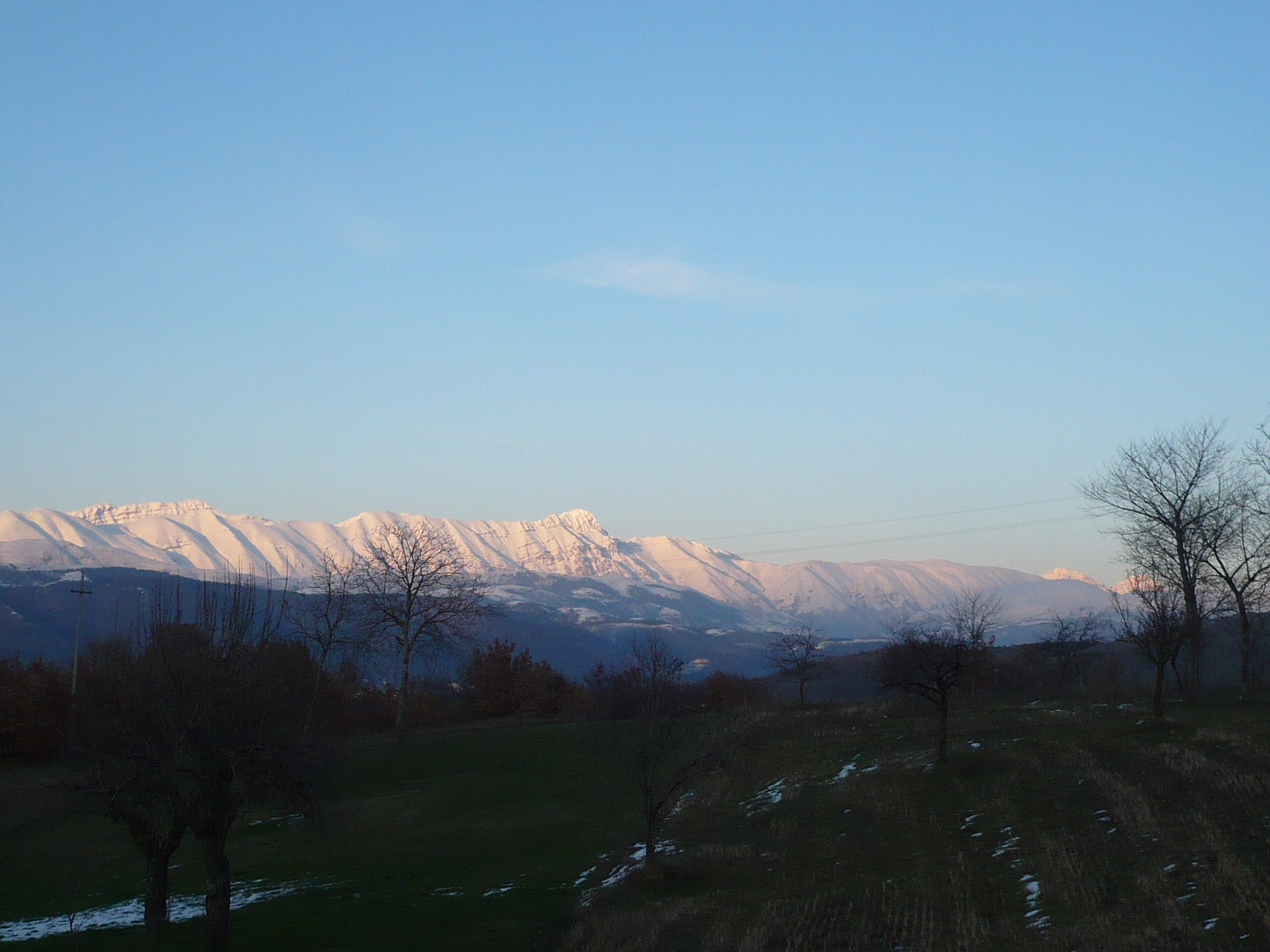
La catena del Gran Sasso d'inverno vista da Poggio Santa Maria
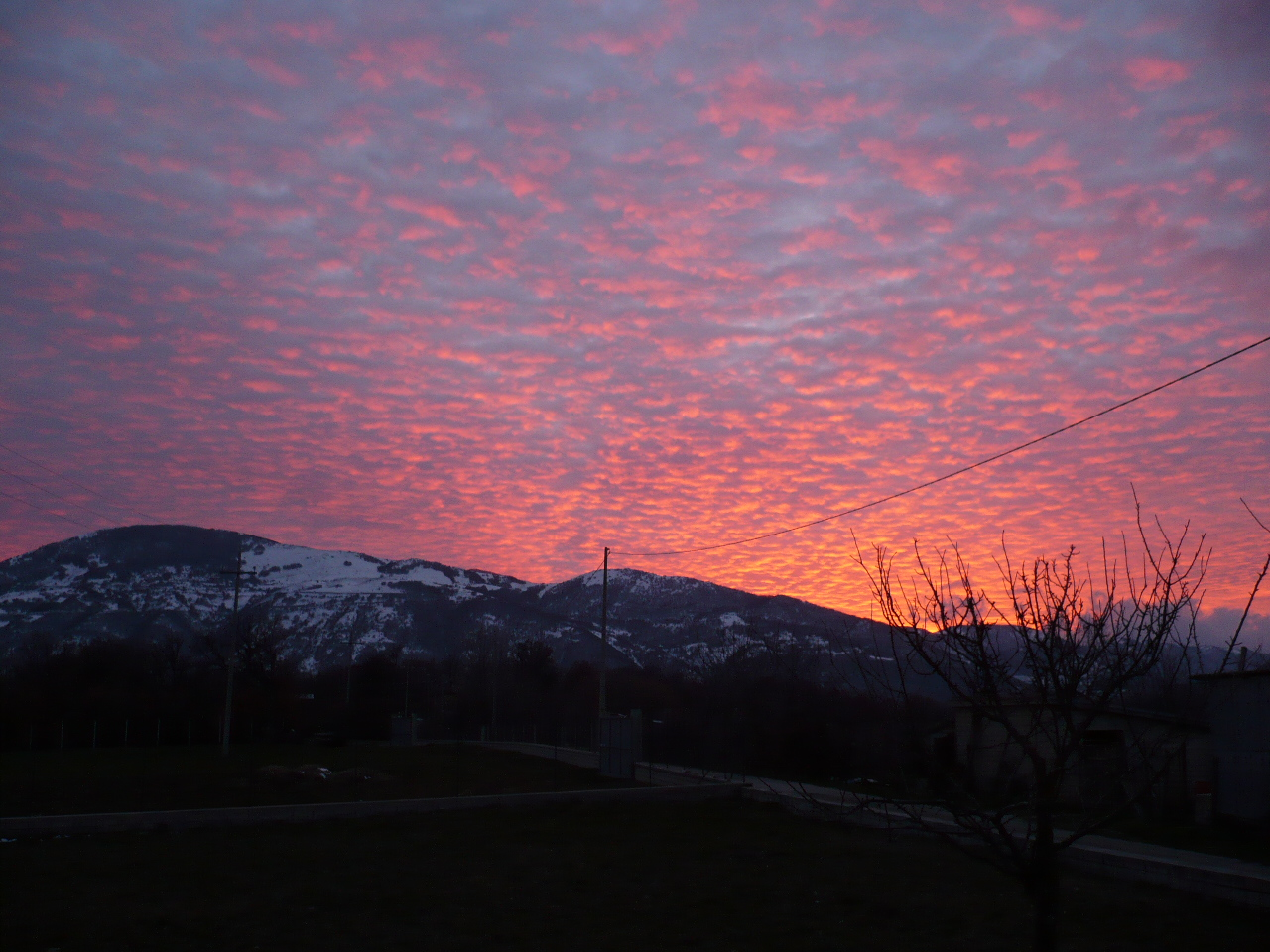
Tramonto d'inverno sopra le montagne di Tornimparte
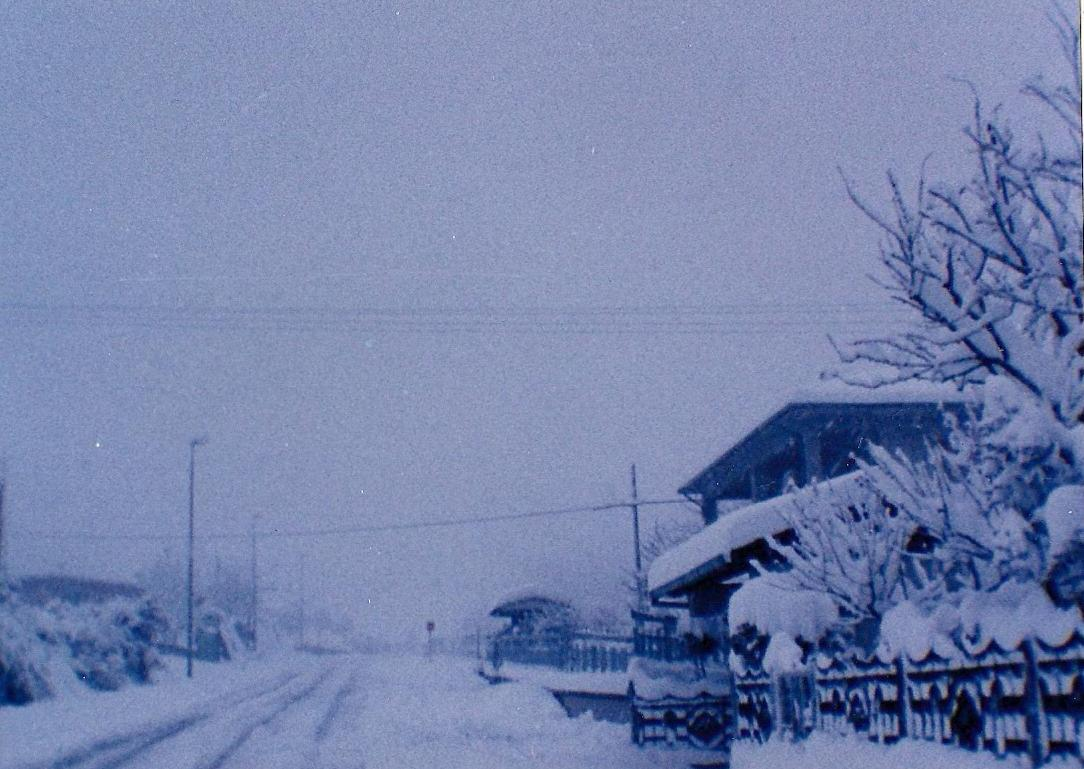
La nevicata del 15 aprile 1995
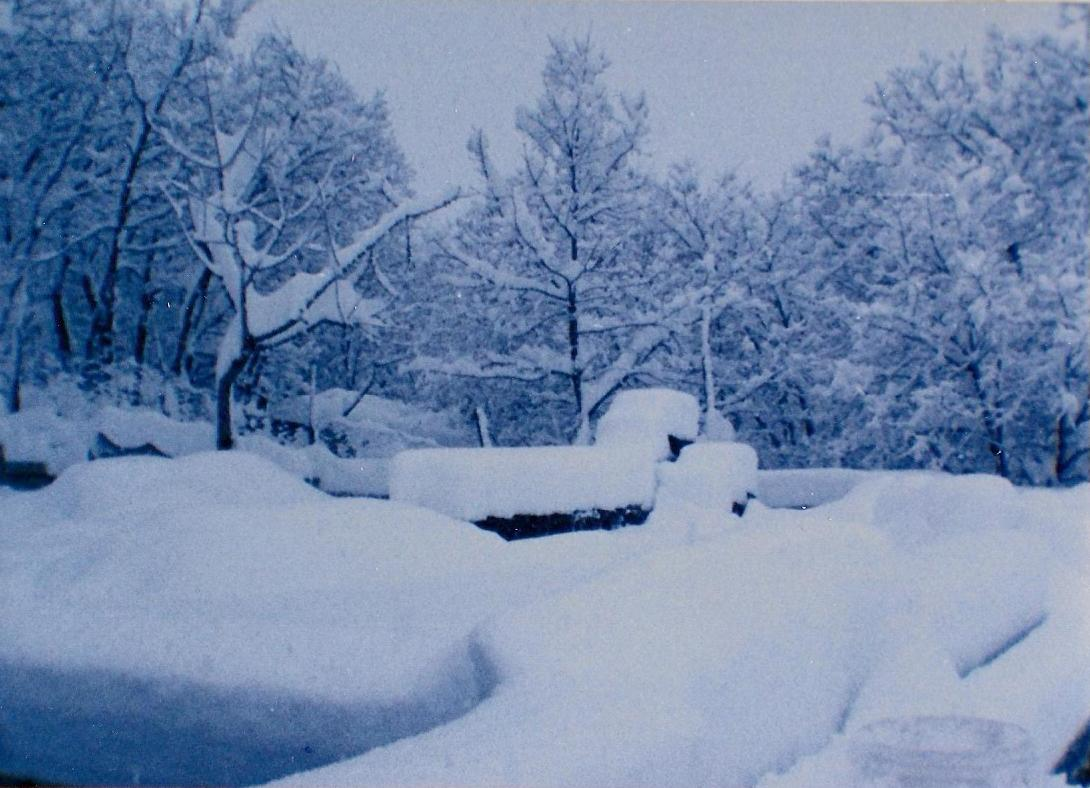
La nevicata del 15 aprile 1995
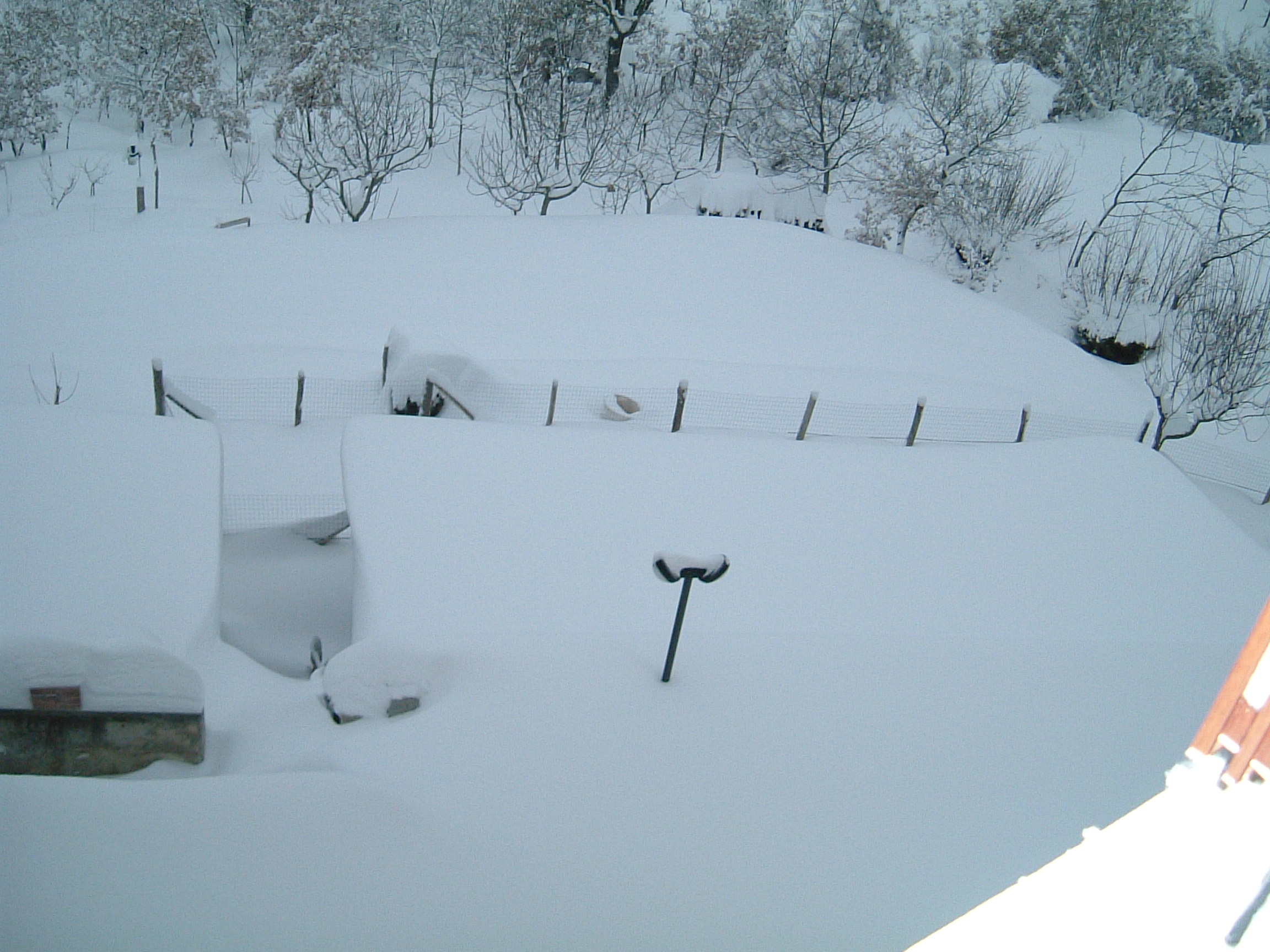
4 febbraio 2012. La grande neve